# Salles-Arbuissonnas-en-Beaujolais
Salles-Arbuissonnas-en-Beaujolais település Franciaországban, Rhône megyében. Lakosainak száma 789 fő (2022. január 1.). Salles-Arbuissonnas-en-Beaujolais Le Perréon, Blacé, Saint-Étienne-des-Oullières és Vaux-en-Beaujolais községekkel határos.

## Népesség
A település népessége az elmúlt években az alábbi módon változott:
| Lakosok száma | 823  | 827  | 837  | 791  | 773  | 761  | 766  | 763  | 789  |
|               | 2013 | 2015 | 2016 | 2017 | 2018 | 2019 | 2020 | 2021 | 2022 |